# BMR-vaccin
Het BMR-vaccin, MBR-vaccin, MMR-vaccin of 3-in-1-vaccin is een vaccin dat als bestrijding tegen de besmettelijke kinderziekten bof, mazelen en rodehond (BMR) dient. Hoewel de drie ziektes bij het merendeel van de mensen bekendstaan als onschuldige kinderziektes kunnen besmettingen in een klein deel van de gevallen op lange termijn voor ernstige complicaties zorgen, tot zelfs een levenslange handicap. De belangrijkste reden om de rodehond te voorkomen is dat deze ziekte bij zwangere vrouwen grote schade aan het ongeboren kind kan veroorzaken, tot zelfs een miskraam. De bof leidt in zeer zeldzame gevallen tot hersenvliesontsteking of onvruchtbaarheid bij mannen.
Er bestaan ook vaccins voor elk van de ziekten apart. Ze worden enkel gebruikt tijdens uitzonderlijke situaties, als er bijvoorbeeld een epidemie is uitgebroken.
Het BMR-vaccin is onderdeel van het vaccinatieprogramma in Nederland en België. In Nederland worden kinderen sinds 1 januari 1987  ingeënt met dit vaccin op de leeftijd van 14 maanden en 9 jaar. Sinds 2025 wordt de tweede vaccinatie gegeven op de leeftijd van 3 jaar. Hiervoor werden meisjes sinds 1974 ingeënt tegen rodehond en vanaf 1976 alle kinderen tegen mazelen. In Vlaanderen wordt het BMR-vaccin aangeboden bij 12 maanden en bij 9 jaar.

## Voordelen
Bij 90 tot 98 procent van de kinderen zorgt één inenting met dit vaccin voor een levenslange afweer tegen deze ziekten. De tweede injectie op negenjarige leeftijd dient slechts voor bescherming aan diegenen die door het eerste vaccin niet voldoende werden beschermd.
Bovendien staat het vaccin sinds de wereldwijde uitbraak van SARS-CoV-2 in de belangstelling, omdat er aanwijzingen bestaan dat het vaccin bescherming kan bieden tegen het virus.

## Veiligheid
De vaccinatie brengt weinig risico's met zich mee. Toch kunnen zich in sommige gevallen milde symptomen voordoen. Daarnaast dienen voorzorgsmaatregelen genomen te worden.

### Voorzorgsmaatregelen
Het is belangrijk dat het kind op het moment van de vaccinatie geen ernstige ziekten of hoge koorts heeft. Het moet worden gemeld aan de arts als het kind allergisch is voor eieren of bepaalde geneesmiddelen. Het vaccin mag niet worden toegediend wanneer het afweersysteem is verzwakt, door bijvoorbeeld kanker, kinderen die steroïden gebruiken, aids hebben, bestraald worden of chemotherapie krijgen.

### Bijwerkingen
De BMR-inenting geeft meestal weinig bijwerkingen. Als ze voorkomen, zijn ze mild en duren ze kort. Bijwerkingen beginnen pas 5 tot 12 dagen na de vaccinatie.
- 1 op de 10 tot 20 kinderen wordt na de eerste BMR-prik hangerig, krijgt koorts en/of huiduitslag. Dat duurt meestal 1 of 2 dagen.
- Sommige kinderen krijgen hoge koorts en heftige huiduitslag.
- Bij heel hoge koorts kunnen sommige kinderen koortsstuipen krijgen. Dat gebeurt bij 1 op de 5000 tot 10.000 kinderen.
- Heel zelden komt een tekort aan bloedplaatjes voor. Dat is bij 1 op de 25.000 kinderen en gaat vanzelf weer over.
- Zeer zelden krijgen kinderen gewrichtsklachten. Ook die gaan vanzelf weer over. Bij volwassenen komt dit vaker voor.
- Zeer zelden: Vasculitis

Zie de bijsluiter voor de bijwerkingen zoals door de producent vermeld:

- Na de tweede BMR-prik zijn er bijna nooit klachten.

Omdat het BMR-vaccin een levend verzwakt virus (of beter gezegd 3 virussen) is, mag het niet aan zwangere vrouwen worden gegeven. Vrouwen moeten tot vier weken na een BMR-vaccinatie voorkomen dat zij zwanger worden.

### Complicaties
Het grootste deel van de gevaccineerde kinderen ondervindt weinig tot geen complicaties. Na de vaccinatie kan de injectieplaats een beetje rood, opgezwollen of pijnlijk zijn, maar dat wordt na een paar dagen minder. Binnen één tot twee weken na de vaccinatie ontstaan er in 5 tot 15 procent van de gevallen enige uitslag, lichte koorts en lichte opzwelling van de klieren in de wangen, nek of onderkaak. In ongeveer één op een miljoen van de gevallen ontstaat hoge koorts die gepaard gaat met toevallen. In sommige gevallen treedt één tot drie weken na de vaccinatie pijn, stijfheid of zwelling in één of meer gewrichten op die hoogstens drie dagen duurt. Heel zelden duurt deze pijn of stijfheid een maand of langer of keert deze terug.

### Weerlegde theorie BMR-vaccin als oorzaak autisme
BMR-vaccinatie is ten onrechte in verband gebracht met autisme. In 2012 bleek uit het tot dan meest omvangrijke meta-onderzoek dat er geen relatie is tussen het BMR-vaccin en autisme. Eveneens stelden de onderzoekers vast dat er geen relatie is tussen autisme (ook autismespectrumstoornis genoemd) en vaccins. Het onderzoek - dat later diverse malen is herhaald - vergeleek verschillende studies onder in totaal ruim 14 miljoen kinderen.
Een onderzoek van chirurg Andrew Wakefield, dat als enige wetenschappelijk onderzoek een verhoogd risico op autisme na vaccinatie suggereerde, bleek frauduleus tot stand gekomen. In februari 2010 trok The Lancet (het wetenschappelijk tijdschrift dat het aanvankelijk publiceerde) de publicatie weer in. Wakefield had het onderzoek ondeugdelijk uitgevoerd. Daarnaast bleek dat hij belanghebbend was aangezien hij een alternatieve vaccinatie gepatenteerd had. Hij bleek tevens betaald te worden door een advocaat die een zaak voorbereidde tegen BMR-vaccinatie. Andrew Wakefield werd hierom uit het artsenregister geschrapt en mag niet meer praktiseren in het Verenigd Koninkrijk.
Onderzoek gepubliceerd in 2017 liet zien dat autisme wellicht meer gediagnosticeerd wordt omdat men zich meer bewust is van deze aandoening, en omdat er gevoeliger methodes zijn om autisme vast te stellen. Er is echter ook in dit onderzoek geen bewijs gevonden voor een relatie met het BMR-vaccin.

## Handelsmerken
- M-M-Rvaxpro door Sanofi Pasteur MSD, een divisie van Sanofi.
- BMR-vaccin door Nederlands Vaccin Instituut